# San Getulio
San Getulio (Gabii, II secolo – II secolo) è stato un martire cristiano, venerato come santo dalla Chiesa cattolica.

## Agiografia
Getulio nacque nella città di Gabii antica città sulla via Prenestina e venne martirizzato da quelle parti insieme ad Amanzio, Cereale e primitivo all'epoca dell'imperatore Adriano.
Secondo il racconto della Passio venne sottoposto alla flagellazione e al fuoco, ma essendo sopravvissuto a entrambe le prove fu prima preso a bastonate e poi decapitato con i suoi compagni.
Secondo il Martirologio Romano egli era marito di Sinforosa e padre dei sette fratelli martiri. Dopo la morte il corpo venne sepolto dalla moglie Sinforosa in un luogo chiamato Capris, lungo il corso superiore del fiume Tevere.

## Culto

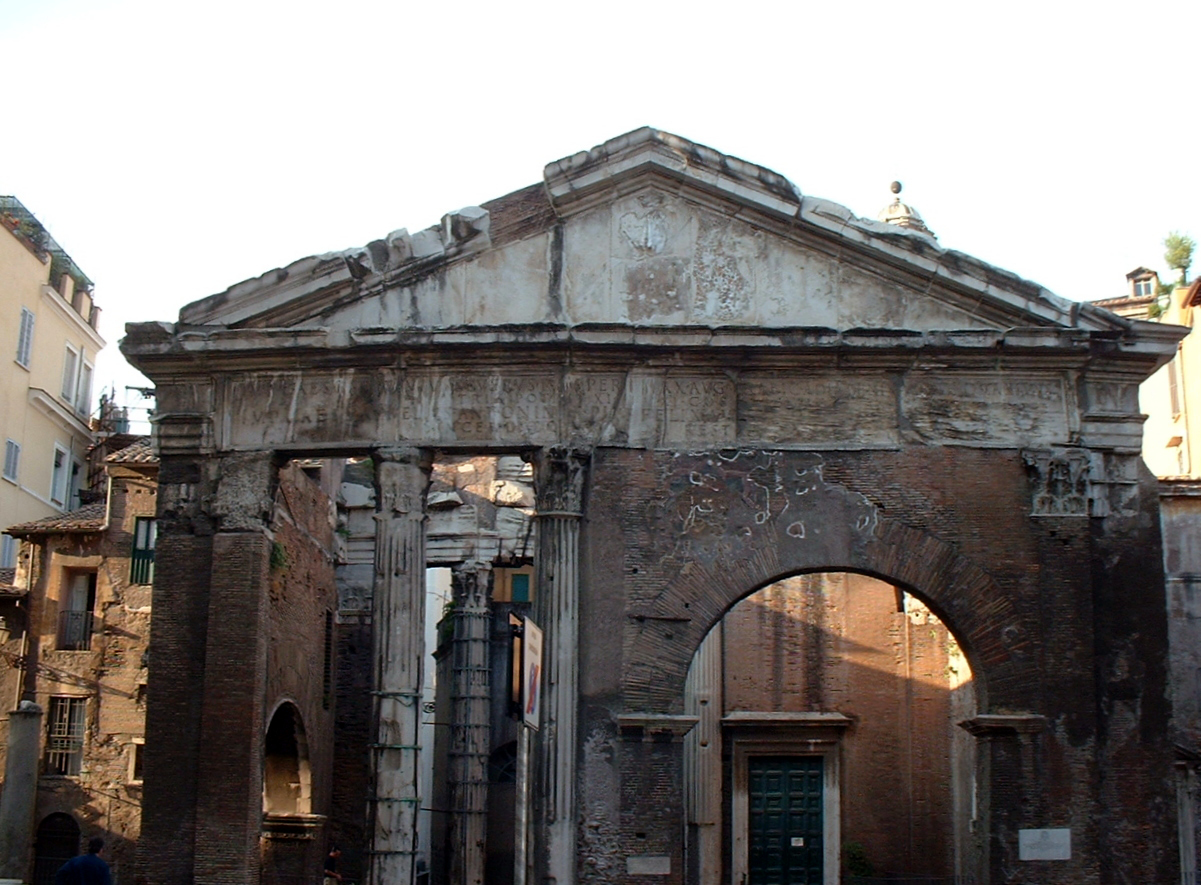
Sant'Angelo in Pescheria

È il santo patrono di Gambolò, comune della provincia di Pavia, dal 1672. 
Una parte delle reliquie del santo si trovano a Roma, sotto l'altare maggiore della chiesa di Sant'Angelo in Pescheria. Le spoglie di san Getulio comunque sono presenti all'interno della cappella a egli dedicata, nella Chiesa dei Santi Gaudenzio ed Eusebio di Gambolò. Ogni dieci anni vengono traslate lungo le strade centrali della cittadina alle porte di Vigevano. Fino al 2011 il regolamento prevedeva che la salma del patrono fosse portata in processione ogni venticinque anni, poi ridotti appunto a dieci, con decreto del parroco di Gambolò, don Paolo Nagari. Il primo anno in cui fu applicata questa novità fu nel giugno del 2012, ovvero l'anno successivo all'introduzione della medesima regola. Negli altri anni invece vengono portate in processione solo alcune reliquie del santo, poste all'interno di una teca, custodita nel reliquiario della Parrocchia dei SS. Gaudenzio ed Eusebio.
Viene sovente rappresentato in vesti di soldato e i suoi attributi sono la palma del martirio e il bastone.